# Крумово (област Ямбол)
Вижте пояснителната страница за други значения на Крумово.
Крумово е село в Югоизточна България. То се намира в община Тунджа, област Ямбол.

## История
Селото е основано през 1609 година и първото му име е Гюкмен. (небесен човек) През 1672 година е преименувано в Гюкмен обасъ. През 1804 година е с. Гювенли. От 1829 година до 1888 година носи името Гюмли и през 1888 година е преименувано на с. Крумово носи името на хан Крум.
През 1879 година се открива първото училище, което няма сграда и се помещава в частни жилища.
През 1884 година се построява първата училищна сграда. Инициативата за построяване на църква се поема през 1895 година и същата се строи през 1896-1897 година.
На 25 януари 1908 година се основава потребителна кооперация.
През 1910 година е построена първата моторна мелница от братя Сярови. През 1936 година започва работа мината за добив на желязна руда. През 1945 година в селото е прекаран водопровод, а през 1948 година е снабдено с електричество
Населението изповядва християнството. Мюсюлмани в с. Крумово няма.

## Обществени институции
- Читалище „Съгласие“, основано на 24 ноември 1929 година.

## Културни и природни забележителности
- В мина край селото в миналото е добивана желязна руда.[2]

## Личности
- Денка Илиева – българска писателка
- Куню Стоев (1914 – 1982) – български агроном, академик на БАН